# Никола Навојев
Никола Навојев (Санкт Петербург, 1913 – умро у Београду, новембра 1940) је био српски цртач стрипова руског порекла. Најчешће је цртао по сценаријима Бранка Видића. Био је један од цртача окупљених око Београдског круга, изванредне стрип-школе, чувене и у светским размерама.
Најпознатији стрипови: „Тарцанета“, „Хајдуков син“, „Млади Бартуло“, „Зигомар“, „Мињон“, „Смрт Смаил Аге Ченгића“, „Две сиротице“, „Женидба Максима Црнојевића“, „Тарас Буљба“, „Комнен Барјактар“, „Чељускинци“.

## Стрипографија

### „Стрип“
- „Историја Абисинске династије” 1935.

- „Да ли је Маркус пронашао Америку“ 1935/36.

- „Ловци орхидеја смрти” 1935/36.

- „Доживљаји детектива Рида“ 1935.

- „Велики комбинатор Бендер“ 1935/36.

- „Тарцанета“ 1936.

- „Црна крила на острву Амазона” 1936.

- „Рат под земљом“ 1936.

- „Тајна гробнице једног фараона” 1936.

- „Модерни гусари“ 1936.

- „Бели вођа црвенокожаца“ 1936.

### „Робинзон“
- „Атлантида” 1936.

- „Индуси – побуна у џунгли” 1936.

- „Тарас Буљба” 1936. (према делу Н. В. Гогоља обрадио Бранко Видић) недовршено

### „Мика Миш“
- Серија кратких стрипова 1936.

- „Корално острво” 1936.

- „Плави дијамант” 1936.

- „Хајдуков син“ 1936. (сценарио Бранко Видић)

- „Освајачи северног пола” 1936. (сценарио Бранко Видић)

- „Отмица лепе Туркиње” 1936. (сценарио Бранко Видић)

- „Мали морепловац“ 1938. (сценарио Бранко Видић)

- „Мали морепловац” – II епизода, 1938. (сценарио Бранко Видић)

- „Једнооки пират“ 1939. (сценарио Бранко Видић)

### „Микијево царство“
- „Комнен Барјактар „ 1939. (сценарио Бранко Видић)

- „Млади Бартуло” 1939. (сценарио Бранко Видић)

- „Две сиротице” 1939. (према Д'Енеријевом роману обрадио Бранко Видић)

- „Мали морепловац“ 1939. (сценарио Бранко Видић)

- „Зигомар” 1939. (сценарио Бранко Видић)

- „Млади Бартуло“ – епизода: „Принц Конде“ 1939. (сценарио Бранко Видић)

- „Две сиротице” 1939. (обрадио Бранко Видић)

- „Млади Бартуло” – епизода: „Роб са галије“ 1939. (сценарио Бранко Видић)

- „Зигомар против Фантома” 1939. (сценарио Бранко Видић)

- „Две сиротице” – епизода „Сунце среће“ 1939. (обрадио Бранко Видић)

- „Тарас Буљба“ 1939. (обрадио Бранко Видић)

- „Зигомар „- епизода: „Невеста богова“ 1939. (сценарио Бранко Видић)

- „Тарас Буљба” – II епизода 1939/40. (обрадио Бранко Видић)

- „Две сиротице” – епизода: „Подземни Париз“ 1939. (обрадио Бранко Видић)

- „Зигомар”- епизода: „Бич правде“ 1940. (сценарио Бранко Видић)

- „Бела сестра“ 1940. (сценарио Бранко Видић)

- „Млади Бартуло” – епизода: „Три гусара” 1940. (сценарио Бранко Видић)

- „Бела сестра“ – II епизода 1940. (сценарио Бранко Видић)

- „Две сиротице“ 1940. (обрадио Бранко Видић)

- „Витез Буридан“ 1940. (сценарио Бранко Видић)

- „Зигомар“ – епизода: „Мистерије Египта“ 1940. (сценарио Бранко Видић)

- „Женидба Максима Црнојевића“ 1940. (сценарио Бранко Видић)

- „Чељускинци“ 1940. (сценарио Бранко Видић)

- „Мињон“ 1940. (сценарио Бранко Видић)

- „Смрт Смаил Аге Ченгића“ 1940. (према Мажуранићевом епу обрадио Бранко Видић)

- „Окови прошлости“ 1940/41. (сценарио Бранко Видић) недовршено

## Галерија
- Зигомар
- Тарас Буљба
- Зигомар и Фантом